# 도쿄 지하철 08계 전동차
도쿄 지하철 08계 전동차(일본어: 東京地下鉄08系電車)는 2003년부터 운행하고 있는 도쿄 메트로 (이전 • 제도고속도교통영단) 한조몬 선의 전동차이다.
도자이 선의 05계를 기반으로 개발되었다.
이 차량은 도쿄 급행 전철 덴엔토시 선, 도부 철도 이세사키 선과의 직결 운행 및 2004년 오시아게~스이텐구마에 구간 개통에 따른 증편 목적으로 제작되었다.

## 편성표
덴엔토시 선 주오린칸 역에서 시작해, 한조몬 선을 거쳐 이세사키 선 구키역, 혹은 닛코 선의 미나미쿠리하시 역까지 운행한다. 운행거리는 총 98.5km로 일본 지하철로는 최대의 운행거리를 자랑한다. 그리고 6편성만 제작되었으며, 사기누마 차량기지에서 검수를 한다.
|              | ←이세사키 선 구키, 닛코 선 미나미쿠리하시, 오시아게 - - - - - - - - - - - - - - - - - - - - - - - - - 시부야, 덴엔토시 선 주오린칸→ |                  |                  |                  |                  |                  |                  |                  |                  |                  |
| 형식         | 08-100형 (CT1) | 08-200형 (M1)    | 08-300형 (M2)    | 08-400형 (T)     | 08-500형 (Mc1)   | 08-600형 (Tc)    | 08-700형 (T')    | 08-800형 (M1)    | 08-900형 (M2)    | 08-000형 (CT2)   |
| 탑재기기     | | VVVF2            | SIV,CP,BT        |                  | VVVF1,CP,BT      |                  |                  | VVVF2            | SIV,CP,BT        |                  |
| 차량중량 (t) | 23.7 | 31.3             | 32.1             | 21.6             | 30.8             | 21.5             | 21.5             | 31.3             | 32.1             | 23.7             |
| 차량번호     | 08-101 ： 08-106 | 08-201 ： 08-206 | 08-301 ： 08-306 | 08-401 ： 08-406 | 08-501 ： 08-506 | 08-601 ： 08-606 | 08-701 ： 08-706 | 08-801 ： 08-806 | 08-901 ： 08-906 | 08-001 ： 08-006 |

## 현황
| 차호        | 도입 시기 | 운행 중단 시기 | 비고 |
| ----------- | --------- | -------------- | ---- |
| 08-101 편성 | 2003년    | 운행 중        |      |
| 08-102 편성 | 2003년    | 운행 중        |      |
| 08-103 편성 | 2003년    | 운행 중        |      |
| 08-104 편성 | 2003년    | 운행 중        |      |
| 08-105 편성 | 2003년    | 운행 중        |      |
| 08-106 편성 | 2003년    | 운행 중        |      |